# 石井裕 (政治家)
石井 裕（いしい ゆたか、1966年（昭和41年）3月18日 - ）は、日本の政治家。千葉県南房総市長（5期）。元千葉県議会議員（2期）。

## 来歴
千葉県安房郡千倉町（現・南房総市）出身。1988年（昭和63年）3月、日本大学法学部卒業。同年4月、浜田幸一衆議院議員の秘書となる。1993年（平成5年）7月、浜田靖一衆議院議員の秘書となる。
1999年（平成11年）4月、千葉県議会議員選挙に初当選。県議時代は自由民主党に所属した。2003年（平成15年）に再選。
2006年（平成18年）3月20日、安房郡富浦町、富山町、三芳村、白浜町、千倉町、丸山町、和田町が合併し、南房総市が発足。これに伴って同年4月23日に行われた南房総市長選挙に自民党の推薦を受けて出馬。千倉町長の木下敬二との一騎討ちを制し初当選した（石井：16,329票、木下：15,381票）。
2010年（平成22年）、無投票で再選。2014年（平成26年）、無投票で3選。2018年（平成30年）、無投票で4選。
2022年4月17日投開票の市長選挙で5選。

## 市政
- 2020年（令和2年）5月21日、新型コロナウイルス対策の財源に充てるため、自身と副市長、教育長の6月期末手当を50％減額すると発表した[8]。